# Машин, Юрий Дмитриевич
Юрий Дмитриевич Машин (22 февраля 1932 — 13 марта 2006) — советский государственный деятель, председатель комитета по физической культуре и спорту при Совете Министров СССР.

## Биография
Родился 11 апреля 1932 года.
В 1956 окончил МАИ, был общественным и комсомольским активистом, после окончания института — первый секретарь Калининского райкома ВЛКСМ Москвы, первый секретарь МГК ВЛКСМ.
В 1959—1962 — секретарь ЦК ВЛКСМ.
30 марта 1962 года в возрасте тридцати лет возглавил Центральный Совет союза спортивных обществ и организаций СССР (впоследствии — Комитет по физической культуре и спорту при Совете Министров СССР).
Одним из первых решений Машина на должности руководителя советского спорта, стало объединение во главе хоккейной сборной двух великих тренеров и непримиримых соперников Анатолия Тарасова и Аркадия Чернышева. Начиная с 1963 года, хоккейная сборная СССР девять раз подряд становилась чемпионом мира и трижды Олимпийских игр.
В 1968 году сборная СССР заняла второе место в неофициальном командном зачете на зимней олимпиаде в Гренобле, уступив норвежцам одну медаль. Результаты сборной были признаны руководством страны неудовлетворительными, и председатель спорткомитета был освобожден от должности.
В последующие годы работал в электронной промышленности. С 1969 года по 1986 год являлся директором завода «Хроматрон».
В начале девяностых годов вернулся в руководство спортом на должность заместителя председателя Координационного комитета по физической культуре и спорту при Президенте России. При его непосредственном участии произошло возрождение детского хоккейного турнира «Золотая шайба».
Скончался 13 марта в Москве на 74-м году жизни.